# Souhir El Mtouni
Souhir El Mtouni, née le 25 février 1963 à Casablanca, est une judokate marocaine.

## Carrière
Infirmière de formation, Souhir El Mtouni débute le judo tard, à l'âge de 19 ans. Elle évolue en club au Nadi Naamet Settat  et intègre l'équipe nationale en 1984. Elle est championne du Maroc dès ses 19 ans et au moins 8 années consécutivement. Elle participe aux Championnats du monde de judo 1989 à Belgrade.
Elle est médaillée d'argent aux Jeux de la Francophonie de 1989. Aux Championnats d'Afrique de judo 1989 à Abidjan, elle remporte la médaille d'or dans la catégorie des moins de 61 kg, battant en finale l'Algérienne Samira Azizi. Elle est médaillée d'argent aux Jeux de la Francophonie de 1989.
En 1990, elle est médaillée d'or aux Championnats d'Afrique à Alger et médaillée d'argent aux Championnats arabes dans la même ville.
En 1993, elle obtient une médaille d'or et une médaille d'argent aux Championnats d'Afrique au Caire, et une médaille d'argent aux Championnats arabes d'Alger.
Ceinture noire 4e dan, elle devient ensuite membre de la Commission féminine du Comité national olympique marocain et arbitre internationale de judo.